# Godehard Brüntrup

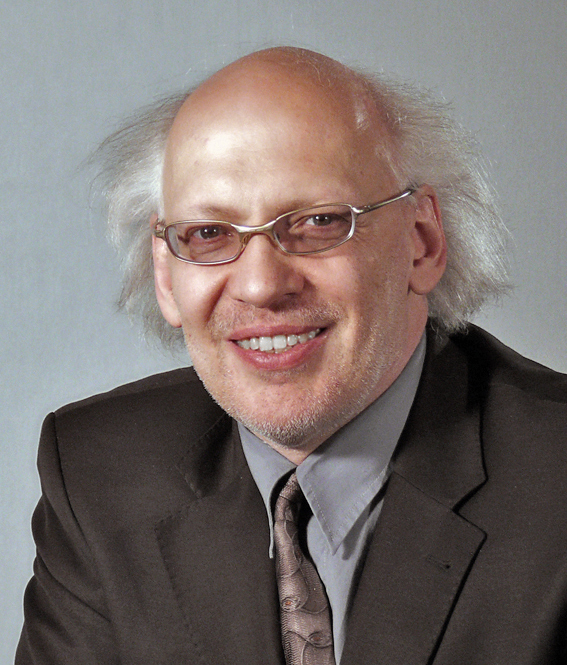
Godehard Brüntrup SJ (2009)

Godehard Brüntrup SJ (* 19. März 1957 in Fulda) ist ein deutscher Philosoph und Jesuit und seit 2003 Professor für Philosophie an der Hochschule für Philosophie München mit den Schwerpunkten Metaphysik, Philosophie des Geistes und Sprachphilosophie.

## Leben
Nach dem Eintritt in den Jesuitenorden studierte Brüntrup ab 1979 Philosophie an der Hochschule für Philosophie und der Ludwig-Maximilians-Universität München und schloss sein Studium 1984 an der Hochschule für Philosophie mit dem Magister artium ab. Zu seinen akademischen Lehrern zählten u. a. Wolfgang Stegmüller und Lorenz Bruno Puntel. Danach folgte ein Studium der katholischen Theologie an der Philosophisch-Theologischen Hochschule St. Georgen in Frankfurt am Main und der Universität Innsbruck, das er 1989 in St. Georgen als Diplom-Theologe abschloss.
Ab 1984 lehrte und forschte Brüntrup an verschiedenen US-amerikanischen Universitäten, u. a. der Rutgers University, der University of Notre Dame und der University of Arizona. Im Jahre 2002 lehnte er einen Ruf zum Full Professor der Fordham University ab, lehrte aber dort seitdem mehrfach als Gastprofessor.
Von 1990 bis 1993 arbeitete Brüntrup in Bielefeld und Berlin an seiner Dissertation und wurde an der FU Berlin promoviert (Betreuer: Peter Bieri). 2003 habilitierte Brüntrup sich an der Hochschule für Philosophie in München und ist dort seit 2003  Professor für Philosophie mit den Schwerpunkten Metaphysik, Philosophie des Geistes und Sprachphilosophie. Von 2012 bis 2019 wurde die Professur als Erich-Lejeune-Stiftungslehrstuhl für Philosophie und Motivation privat finanziert. Darüber hinaus hat er an mehreren US-amerikanischen Universitäten Philosophie gelehrt, in New York, Chicago, Philadelphia, St. Louis, Tucson und Boston. Seit 2013 unterrichtet  er regelmäßig als Extracurricular Professor an der St. Louis University.
Von 2014 bis 2020 war Brüntrup Vizepräsident der Hochschule für Philosophie.

## Forschungsschwerpunkte
Brüntrup gilt als Vertreter der analytischen Philosophie. Zu seinen Forschungsschwerpunkten zählen Metaphysik, Philosophie des Geistes, Sprachphilosophie, analytische Religionsphilosophie, Philosophie der Psychologie sowie die Geschichte der analytischen Philosophie.
In der Philosophie des Geistes tritt Brüntrup für eine nicht-reduktive, dennoch naturalistische Theorie des Geistes ein: Er argumentiert, dass der Emergenzbegriff ohne die panpsychistische Annahme graduell abgestufter proto-mentaler Eigenschaften zu einer dualistischen Position führt. In der Tradition von Alfred N. Whitehead vertritt er die These, dass die intrinsischen Eigenschaften der Materie analog zu mentalen Eigenschaften gedacht werden müssen. Er plädiert daher für einen erweiterten Begriff des Physischen, so dass seine Position keinen Idealismus impliziert, sondern den Panpsychismus mit einem Panphysikalismus verbindet. Zentral ist dabei die Zurückweisung des Materiebegriffes von René Descartes, der bis heute das naturwissenschaftliche Denken prägt. Im Gegensatz zum reduktionistischen Programm des alten materialistischen Naturalismus spricht Brüntrup daher mit Gregg Rosenberg von einem „liberalen Naturalismus“, der Vorstufen des Mentalen zu den fundamentalen Eigenschaften der Natur rechnet.
Seit seiner Tätigkeit an der Fordham University forscht Brüntrup zur Prozessphilosophie – im Speziellen zur Philosophie von Alfred North Whitehead. Unter seiner Leitung hat sich die Hochschule für Philosophie zu einem bedeutenden Forschungsstandort zur Prozessphilosophie Whiteheads im deutschsprachigen Raum entwickelt. Welche Rolle prozessphilosophisches Denken für Brüntrup spielt, sieht man auch daran, dass Prozessphilosophie in vielen seiner weiteren Forschungsschwerpunkte ihre Anwendung findet: So vertritt er eine organismische Theorie von Selbst, des Willens und der Motivation und sein Denken in der Religionsphilosophie weist immer wieder eine große Nähe zur Prozesstheologie und der prozessphilosophischen Religionsphilosophie auf, so hat er beispielsweise eine prozesstheologische Interpretation des Lebens nach dem Tode vorgelegt hat.
Im Grenzbereich von Philosophie des Geistes, Handlungstheorie und Philosophie der Psychologie plädiert Brüntrup für eine realistische, prozess-philosophische Theorie des Selbst. Er argumentiert, dass Menschen sich dann zu integralen Personen entwickeln, wenn sie in einer Kongruenz von persönlichen Zielen und subjektiven Fähigkeiten mit der Orientierung an einem Sinnzusammenhang leben. Seine philosophischen Ansätze sind dabei wesentlich von den Motivationstheorien der humanistischen Psychologie und dem Münchner Psychologen Hugo M. Kehr beeinflusst. Brüntrup führte bzw. führt folgende Projekte durch:
- On the Importance of Intellectual Humility in Becoming a Person (2014–2015; mit Ludwig Jaskolla)[7]
- Varieties of Normative Agency. Self-Control Beyond Will-Power and the Importance of Personal Projects (2016–2017; mit Ludwig Jaskolla)[7]
- Motivational and Volitional Processes of Human Integration: Philosophical and Psychological Approaches to Human Flourishing (2018–2021;  mit Hugo M. Kehr  und Felix Tretter)[7]
- On Becoming a Person – Interdisciplinary Research on Personality Growth (2022–2025; mit Markus Quirin, TU München)[8]

In der analytischen Religionsphilosophie plädiert Brüntrup dafür, dass sich die Theologie für die Entwicklungen der aktuellen analytischen Philosophie und auch der Naturwissenschaften öffnen soll, u. a. mit Beiträgen zur Debatte um die Konsistenz und die Anwendung des Panentheismus. Er ist Regionaleditor des European Journal of Philosophy of Religion (seit 2009). Forschungsprojekte dazu waren u. a.:
- Analytic Theology – The Convergence of Philosophy and Theology (2011–2014)[7]
- Divine Omnipotence, Human Freedom and the Problem of Evil: Towards an Analytic Concept of Theodicy (2011–2014)[7]
- Analytic Theology and the Nature of God (2015–2018; mit Tobias Müller)[7]

## Gesellschaftliches Engagement
Als im Jahr 2010 die sexuellen Übergriffe von Jesuiten an Minderjährigen öffentlich wurden, reagierte Brüntrup umgehend mit dem Beitrag EINE KOPERNIKANISCHE WENDE? in Die Tagespost und gab das Buch Unheilige Macht mit heraus.

## Filmische Dokumentationen
- Brüntrup: Philosophisches zur Nahtoderfahrung, 2014

## Werke (Auswahl)

### Monographien
- (1994) Mentale Verursachung – Eine Theorie aus der Perspektive des semantischen Antirealismus.  Stuttgart: Kohlhammer.
- (2014) Das Leib-Seele-Problem . 5. Auflage. Stuttgart: Kohlhammer.

### Artikel
- (1989) Is Psycho-physical Emergentism Committed to Dualism? The Causal Efficacy of Emergent Mental Properties. In: Erkenntnis. (6), 1–19.
- (1995) Mentale Verursachung und metaphysischer Realismus. in: Theologie und Philosophie, (70), 203–223.
- (2011) Physikalismus und evolutionäre Erklärungen. In: Knaup, Marcs / Müller, Tobias / Spät, Patrick: post-Physikalismus. Karl Alber: 331–351.
- (2014) Reales und Ideales Selbst. In: Viertbauer, Klaus / et al. (eds): Das autonome Subjekt. Eine Denkform in Bedrängnis. Regensburg: Pustet. 135–158.
- (2014) Quantum Mechanics and intentionality. In: Corradini, Antonella / Meixner, Uwe (eds.): Quantum Physics Meets The Philosophy Of Mind. Berlin/Boston: De Gruyter, 35–49.
- (2016) Emergent Panpsychism. In: Brüntrup, Godehard / Jaskolla, Ludwig (eds.): Panpsychism. Oxford University Press, Oxford. 48–71.
- (2018) Die Freiheit des Willens – ein noch aktueller Begriff? In: RphZ Rechtsphilosophie 2017/3.
- (2019) Der Ort der Freiheit in der Natur. In: von Stosch, Klaus / Wendel, Saskia / Breul Martin / Langenfeld, Aaron (eds.) Streit um die Freiheit. Philosophische und Theologische Perspektiven. Brill Schoeningh: Paderborn. 125–148.